# Gombe (ciutat)
Gombe és una ciutat de Nigèria a l'estat de Gombe de la qual és capital, amb una població (2008) de 194.809 habitants. Gombe és just al sud de la via fèrria de la ciutat de Bauchi a Maiduguri i a la carretera secundària entre Bauchi i Kumo. És un punt de recollida important, especialment des de l'obertura del ferrocarril el 1963, per al cacauet i cotó i és un centre de comerç local per la melca, mill, caupí, mandioca, fesols, cebes i tabac. Els seus habitants crien vaques, cabres, ovelles, cavalls i rucs i practiquen les arts tradicionals del teixit i tenyit de cotó. La presència de dipòsits de pedra calcària va portar a la construcció d'una fàbrica de ciment a la propera Ashaka a principis del 1970. La manufactura tèxtil moderna a la ciutat de Gombe va començar en els anys 70, i després es va construir un molí d'oli de llavors. La ciutat disposa d'un col·legi de formació tècnica de la universitat nacional i un col·legi de formació de professors d'àrab.